# TV4 Mälardalen
TV4 Mälardalen, tidigare TV Bergslagen, var en av TV4:s 16 lokala TV-stationer. Redaktionen låg i Västerås.

## Historik
Stationen inledde sändningarna den 1 november 1993 som TV Bergslagen. Det första programmet hette Fönstret och sändes varje vardag 17:30 till 18:25.
Största ägare vid starten var VLT AB (36 procent), andra ägare vid starten var Lantmännens Tryckeriförening (Västmanlands Nyheter), fastighetsbolaget Mimer, Mail Vision (Posten), TV Plus, TV4 och två produktionsbolag. Nerikes Allehanda var delägare 1994–1995.
I början av 1995 började TV Bergslagen och de andra lokalstationerna sända i Nyhetsmorgon.
Senare ändrades namnet till TV4 Bergslagen. I december 2001 blev kanalen ett helägt dotterbolag till TV4 AB. Säljare var VLT AB och Sveagruppen. År 2002 bytte stationen namn till TV4 Mälardalen.
TV4-gruppen delade år 2009 upp stationen i två editioner, TV4 Västerås och TV4 Örebro.